# استنلی هریس
استنلی هریس (به انگلیسی: Stanley Harris) بازیکن فوتبال زادهٔ ۱۹ ژوئیه ۱۸۸۱ اهل کشور انگلستان بود که سابقهٔ بازی در تیم ملی فوتبال انگلستان را در کارنامهٔ خود دارد. وی در تاریخ ۹ آوریل ۱۹۰۴ نخستین بازی ملی خود را در مقابل تیم ملی فوتبال اسکاتلند انجام داد و با حضور در ۶ بازی ملی، در تاریخ ۷ آوریل ۱۹۰۶ واپسین بازی ملی‌اش را در برابر تیم ملی فوتبال اسکاتلند برگزار کرد.
این بازیکن توانسته در بازی‌های ملی، ۲ گل به ثمر برساند.